# Калачинський район
Калачинський район (рос. Калачинский район) — муніципальне утворення у Омській області.

## Адміністративний устрій
- Калачинське міське поселення
- Великоруське сільське поселення
- Воскресенське сільське поселення
- Глуховське сільське поселення
- Івановське сільське поселення(інші мови)
- Кабаньєвське сільське поселення
- Лагушинське сільське поселення
- Орловське сільське поселення
- Осокінське сільське поселення
- Репінське сільське поселення
- Сорочинське сільське поселення
- Царицинське сільське поселення